# West Delhi
West Delhi är ett distrikt i Indien.   Det ligger i delstaten National Capital Territory of Delhi, i den norra delen av landet, 12 km väster om huvudstaden New Delhi. Antalet invånare är 2 543 243. Arean är 129 kvadratkilometer. West Delhi gränsar till Jhajjar.
Terrängen i West Delhi är mycket platt.
Följande samhällen finns i West Delhi:
- Nāngloi Jāt